# أيدو غولدبرغ
أيدو غولدبرغ (بالعبرية: עדו גולדברג‏) (بالإنجليزية: Iddo Goldberg)‏ هو ممثل بريطاني وإسرائيلي، ولد في 5 أغسطس 1975 في إسرائيل.

## أعمال

### أفلام
- (2001) إنتفاضة
- (2008) المدافع[5]

### مسلسلات
- العبقري
- إن سي آي إس
- بيكي بلايندرز

## وصلات خارجية
- أيدو غولدبرغ على موقع IMDb (الإنجليزية)
- أيدو غولدبرغ على موقع روتن توميتوز (الإنجليزية)
- أيدو غولدبرغ على موقع ألو سيني (الفرنسية)
- أيدو غولدبرغ على موقع أول موفي (الإنجليزية)
- أيدو غولدبرغ على موقع قاعدة بيانات الأفلام السويدية (السويدية)
- أيدو غولدبرغ على موقع قاعدة بيانات الفيلم (الإنجليزية)
- أيدو غولدبرغ على موقع كينوبويسك (الروسية)